# 赫爾曼二世 (巴登)
赫爾曼二世（德語：Hermann II. von Baden，约1060年—1130年10月7日）是第一位巴登藩侯，赫爾曼一世的兒子，1074年至1130年在位。
赫爾曼的妻子是茱蒂絲·馮·巴克南（Judith von Backnang），赫爾曼與茱蒂絲有兩個孩子：
- 赫爾曼三世，巴登藩侯
- 茱蒂絲，嫁給克恩滕公爵烏爾里希一世（英语：Ulrich I, Duke of Carinthia）